# Договір про ненапад між Німеччиною та Естонією
Договір про ненапад між Німецьким рейхом та Естонією було підписано 7 червня 1939 року у Берліні міністром закордонних справ Естонії К. Сельтером та міністром закордонних справ Німеччини Й. фон Ріббентропом. Договір був дуже стислий (містив лише дві статті) — у ньому сторони брали на себе зобов'язання не застосовувати силу один проти одного за жодних обставин. Термін договору становив десять років, з автоматичним поновленням на новий десятирічний період, з одним лише застереженням, що договір втратить чинність у разі припинення дії Договору про ненапад між Німеччиною та Латвією, укладеного того ж дня.
Повідомлялося, що в договорі була секретна клаузула, за якою Латвія зобов'язувалася вжити «за згодою Німеччини всіх необхідних заходів військової безпеки щодо Радянської Росії». Однак її існування не підтверджено документально.

## Передісторія
З 1923 року Латвія та Естонія перебували у військово-стратегічному союзі, до якого не приєднали Литву через те, що вона мала невирішені прикордонні питання з сусідами: Польща анексувала у Литви Віленський край, а Литва у Німеччини — Мемель та його околиці. Таким чином, до 1938 року Литва була білою плямою в так званому санітарному кордоні, що вибудовується Німеччиною проти СРСР.
Литва налагодила непогані відносини з СРСР і намагалася побудувати відносини з третіми силами.
1938 року Польща змусила Литву встановити дипломатичні відносини, а після Мюнхенської угоди навколо Чехословаччини німці захоплюють і Мемельський край. За допомогою до СРСР Литва звернутися не могла: країни на той час не мали спільного кордону. У цій ситуації Латвія та Естонія висунули доктрину абсолютного нейтралітету. При цьому Німеччина використовувала для тиску економічні важелі, оскільки країни Балтії були зацікавлені у торгівлі з нею.
За доктриною нейтралітету для Естонії ховалася цілком певна антипатія саме до СРСР, яку вказав у своєму донесенні до в. о. глави МЗС Латвії А. Берзіньшу посланник Латвії в Естонії В. Шуманіс (21 січня 1939): «Естонія вважає Росію ворогом № 1; після цього йде Німеччина. У Латвії, як відомо, найчастіше зустрічається протилежна думка. Різниця поглядів тут, здається, досить нормальна і зрозуміла, якщо брати до уваги наше географічне положення… Міністр Сельтер мені багаторазово в песимістичному настрої малював ту долю Естонії, яка б настала, якби у війні між Росією та Німеччиною Естонія потрапила б під владу Росії. Перехід німецької армії через Ейдкуни викликав би рух російської армії через Нарву. Литва та Латвія тоді могли потрапити під німецьку окупацію, тоді як Естонія під російську. Міністр Сельтер із цього робить похмурі висновки і знаходить наше становище найкращим. Від Німеччини, яка б вона не була, не можна очікувати на такі дикості, як від Росії. Достатньо полонити, знищити або вислати десять тисяч естонських інтелігентів, щоб естонський народ незабаром взагалі зник».
У березні 1939 року після німецького ультиматуму з приводу Мемеля та анексії Німеччиною Мемельланда було укладено договір про ненапад з Литвою.
Коментуючи загострення міжнародної обстановки, посланець Латвії В. Шуманіс знову підтверджував, що для естонської еліти та державного апарату ворогом номер один є Росія, тоді як у народі «досі найбільшим ворогом вважають німців»: «Такий настрій у критичний момент може призвести до того, що в народі не вистачить достатньої сили духу щоб взятися за зброю проти росіян».
22 квітня 1939 року представницькі балтійські делегації за участю вищого генералітету виїхали на ювілей Гітлера, тоді й почалося опрацювання пактів про ненапад, раніше обговорених з Польщею та Великобританією. У стадії підготовки був договір із Данією, а пакт Молотова — Ріббентропа був останнім у низці подібних пактів. Метою Німеччини виступало створення в Прибалтиці плацдарму для нападу на Радянський Союз і перетворення її на буфер для втручання СРСР у разі вторгнення Німеччини до Польщі[2]. Німеччина також хотіла завадити впливу західних держав (Великої Британії та Франції) та СРСР на прибалтійські держави. СРСР прагнув цього недопустити.
Німеччина запропонувала укласти договори про ненапад Естонії, Латвії, Фінляндії, Данії, Норвегії та Швеції 28 квітня 1939 року. Швеція, Норвегія та Фінляндія відмовилися. Проекти договорів були готові на початку травня, але підписання було відкладено двічі, оскільки Латвія вимагала уточнення.
Велика Британія та Франція затягували переговори з СРСР, який вимагав від них видати гарантії прибалтійським державам у разі агресії проти них. Свою згоду видати такі гарантії ці країни підтвердили лише 1 липня, коли договори про ненапад із Латвією та Естонією вже були підписані. Проте у форму договорів це так і не було оформлено, оскільки Великій Британії та Франції не вдалося домогтися від Польщі згоди забезпечити коридор для проходу радянських військ у разі нападу Німеччини.

## Укладання договору
Естонський дослідник Магнус Ільмерв вважає, що «до 1939 р. в умовах міжнародної кризи в Європі Латвія і Литва, слідуючи за естонським прикладом пошуку притулку під прикриттям риторики нейтралітету, також стали дотримуватися зовнішньополітичної орієнтації, яка найменше служила національним інтересам цих країн. Мотивуючи це страхом ліквідації приватної власності більшовицьким Радянським Союзом, уряди Естонії, Латвії та Литви поклали усі свої надії на нацистську Німеччину як найпотужнішого опонента більшовизму».
За договором, Латвія та Естонія формально зберігали нейтралітет, проте фактично ставали залежними від Німеччини, визнаючи, що «небезпека нападу існувала тільки з боку Радянської Росії і що розсудлива реалізація їхньої політики нейтралітету вимагає розгортання всіх оборонних сил проти цієї небезпеки», вказує історик Володимир Симіндей. Німеччина зобов'язувалася надавати допомогу союзникам «в тій мірі, наскільки вони самі не в змозі це зробити», що по суті є прихованим військовим протекторатом.
Наступного дня після підписання договору посланці Латвії та Естонії були прийняті Гітлером та обговорили співпрацю в економічній сфері.
Офіційно договір було подано як крок до захисту Естонії від Німеччини, після чого слід було налагоджувати відносини з СРСР. Радянський Союз укладення договорів у Латвією та Естонією вкрай стривожило, тим більше, що своєю появою в Мемелі Гітлер показав, що може запровадити свої війська та інші країни Балтії.
Для Німеччини мета договору полягала в тому, щоб перешкодити впливу західних держав (Великої Британії та Франції) та СРСР на балтійські держави (договір про ненапад з Литвою був вже укладений у березні 1939 після німецького ультиматуму з приводу Клайпеди та анексії Німеччиною Клайпедського краю). Балтійські держави мали послужити перешкодою для втручання СРСР у разі вторгнення Німеччини до Польщі.
Німеччина запропонувала укласти договори про ненапад Естонії, Латвії, Фінляндії, Данії, Норвегії та Швеції 28 квітня 1939 року. Швеція, Норвегія та Фінляндія відмовилися.
Високопоставлені німецькі військові (Франц Гальдер і Вільгельм Канаріс) відвідали балтійські країни і вели там переговори про військове співробітництво. За повідомленням німецького посланця в Таллінні, начальник штабу естонської армії Микола Реек заявляв йому, що Естонія може сприяти Німеччині у встановленні контролю над Балтійським морем, у тому числі у мінуванні Фінської затоки проти радянських військових кораблів.